# Schloss Laskowitz

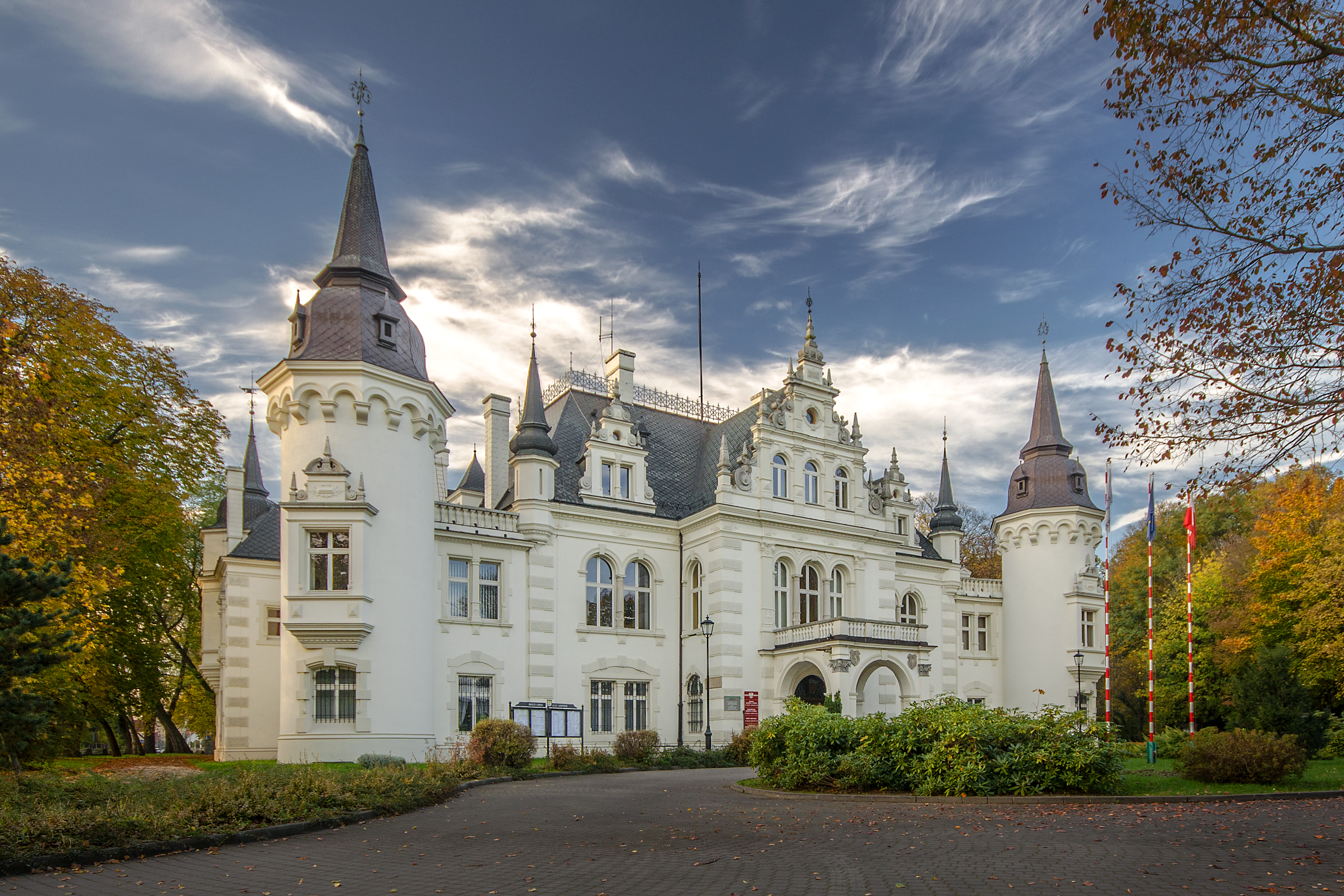
Schloss Laskowitz

Das Schloss Laskowitz (polnisch Pałac w Laskowicach Oławskich) ist ein Schloss in Jelcz-Laskowice (deutsch Jeltsch-Laskowitz) im Powiat Oławski der Woiwodschaft Niederschlesien in Polen.

## Geschichte

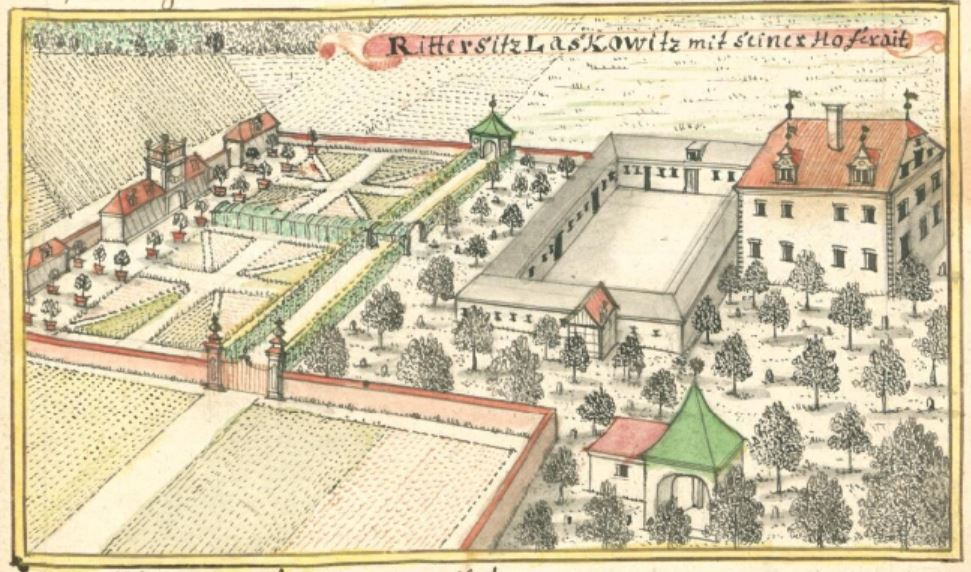
Schloss Laskowitz – Zeichnung aus der Mitte des 18. Jahrhunderts

Unter Johann von Prittwitz wurde 1558 ein Festes Haus errichtet. Ab 1650 gehörten Dorf und Schloss dem Wolf Albrecht von Saurma, der es mit benachbarten Vorwerken zu einem Familienfideikommiss umwandeln ließ. Das Herrenhaus brannte 1656 aus, wurde beim Wiederaufbau aufgestockt und erhielt eine Fassadengliederung mit vertikalen Fensterbändern. Im Jahr 1779 ließ Freiherr Johann Franz von Saurma-Jeltsch das Gebäude klassizistisch erweitern, indem dem Frühbarockbau ein ionischer Portikus mit Tympanon und Kolossalpilastern vorgesetzt wurde. Zwei Verbindungsbauten verbanden den Portikus mit dem Wohntrakt. Nach einem weiteren Brand entstand 1869 bis 1886 das heutige Aussehen der Anlage im Stil der niederländischen Neorenaissance.
Die Grafen von Saurma bildeten genealogisch eine eigene Familienunterlinie Laskowitz heraus. Nachfolger als Gutsbesitzer waren Moritz Graf Saurma (1802–1876). Er war kgl. preuß. Kammerherr und mit Pauline Freiin von Saurma-Jeltsch und gaben das Gut an den Sohn Graf Johannes Saurma (1832–1891) weiter. Dieser heiratete Antonie Burggräfin und Gräfin zu Dohna-Schlobitten, war wie der Vater Kammerherr in Preußen, sowie Ehrenritter des souveränen Malteserordens. Nachfolger wurde der namensgleiche Erbe Johannes jun. Graf von Saurma (1857–1937). Seine Ehefrau war Marie von Radowitz. Laskowitz war schon Familienfideikommiss und diesen übernahm dann 1938 Hans-Leuthold Graf Saurma, er ist seit 1941 vermisst.
1937 umfasste der Besitz Laskowitz, mittlerweile in Markstädt umbenannt, 1750 ha. Letzter Eigentümer war formell der jüngere Bruder des Vorgenannten, Franz-Joseph Graf Saurma, 1906 auf Laskowitz geboren und später Ober-Regierungs-Baurat in Nordrhein-Westfalen.
Als Folge des Zweiten Weltkriegs fiel das Schloss 1945 zusammen mit dem größten Teil Schlesiens an Polen. Später wurde es vom Institut für Pflanzenanbau der Polnischen Akademie der Wissenschaften genutzt. Heute beherbergt das restaurierten Schloss die Verwaltung der Stadt- und Landgemeinde Jelcz-Laskowice. Das gegenüberliegende Dominium ist verwahrlost, der Landschaftspark mit einer Hainbuchenallee ist wenig gepflegt.